# جيل ليبوفتسكي
جيل ليبوفتسكي (مواليد 24 سبتمبر 1944، ميلو) (بالفرنسية: Gilles Lipovetsky)‏ فيلسوف وكاتب وعالم اجتماع فرنسي، أستاذ بجامعة غرينوبل.
ينشغل ليبوفتسكي بالأمور الاجتماعية وبالنزعة الفردية ونزعات الموضة والاستهلاك المفرط في المجتمع الرأسمالي.
من أهم مؤلّفاته: «عصر الفراغ: الفردانية وتحولات ما بعد الحداثة» الذي نشره سنة 1983، وترجمهُ إلى العربية حافظ إدوخراز سنة 2018.

## مسيرته
ولد ليبوفسكي في ميلو سنة 1944. درس الفلسفة في جامعة غرينوبل، كان من بين المشاركين في أحداث مايو 1968 في فرنسا لتغيير النموذج التعليمي الفرنسي.
حصل على دكتوراه فخرية من جامعة شيربروك في كندا، ومن الجامعة البلغارية الجديدة في صوفيا، وعضوية في المجلس الوطني للحكومة الفرنسية.
مع نجاح كتابه الأول، أصبح معروفًا في عدد من البلدان، وأصبح أحد أهم المفكرين الفرنسيين في القرن العشرين.